# 珠嘉镇
珠嘉乡，是中华人民共和国四川省眉山市仁寿县下辖的一个乡镇级行政单位。2019年12月，珠嘉镇响水社区、木门社区所属行政区域划归普宁街道管辖，珠嘉镇黑虎社区、苗园社区所属行政区域划归怀仁街道管辖。

## 行政区划
珠嘉乡下辖以下地区：
棚村、踏水村、园山村、国和村、黑虎村、苗园村、笔水村、木门村、金光村、响水村和志气村。
2019年12月调整后，珠嘉镇辖笔水社区、棚村村、踏水村、园山村、国和村、金光村、志气村所属行政区域。